# HMS Adventure (M23)
La HMS Adventure (codice identificativo M23) fu un incrociatore posamine della Royal Navy, costruito negli anni venti del XX secolo, che servì durante la seconda guerra mondiale. Il suo comandante tra il 1928 e il 1929 fu il futuro primo lord del mare John H. D. Cunningham.
Impostata a Devonport nel novembre 1922 e varata nel giugno 1924, l'Adventure fu la prima unità costruita specificamente per servire come posamine e fu anche la prima nave da guerra ad usare motori diesel per la crociera.
All'entrata in servizio si unì all'Atlantic Fleet. Fu ammodernata nel 1931-1932, ricevendo una poppa arrotondata al posto dell'originale specchio di poppa piatto.
Nei primi mesi della seconda guerra mondiale fu danneggiata nell'estuario del Tamigi e riparata a Sheerness. Nel 1940 creò campi minati alle Orcadi e nel canale di San Giorgio e nel 1941 fu  danneggiata da una mina al largo di Liverpool. Nel 1944 fu trasformata in una nave appoggio per mezzi da sbarco. Nel 1945 fu posta in riserva e nel 1947 fu venduta alla Thos W Ward per essere demolita a Briton Ferry.

## Progetto
L'Adventure fu costruita per rimpiazzare l'incrociatore converito alla posa di mine Princess Margaret, veterano della prima guerra mondiale. Il suo progetto fu dettato dal bisogno di una buona capacità di trasporto di mine e di una buona autonomia di navigazione. Il carico di mine doveva essere trasportato interamente all'interno, obbligando la scelta di uno scafo lungo e alto. Quattro serie di binari correvano longitudinalmente per poter sganciare le mine in acqua a poppa. Fu costruita con uno specchio di poppa piatto per migliorare la resistenza idrodinamica e aumentare l'autonomia, ma questa geometria portava alla formazione di gorghi che tendevano a risucchiare vicino alla nave le mine appena gettate. Siccome quest'aspetto era estremamente pericoloso per un posamine, la poppa fu ricostruita con forme più tradizionali ed arrotondate, allungando la nave di 5,8 m.
Alla costruzione, l'Adventure era lunga 158,50 m fuori tutto e 152,40 m tra le perpendicolari, con un baglio massimo di 17.98 m e un'immersione di 5,23 m a pieno carico. Il dislocamento standard era di 6 850 t mentre quello a pieno carico era di 8 500 t.
La propulsione della nave era come negli incrociatori classe C ma, per migliorare l'efficienza, fu provato un nuovo metodo di propulsione diesel-elettrico. Le linee d'assi erano accoppiate sia alle turbine a vapore che ai motori elettrici con una serie di riduttori. Nel 1941 la propulsione diesel-elettrica fu rimossa, insieme agli specifici tubi per i gas di scarico, che erano stati inseriti nel secondo fumaiolo. I'elevato peso trasportato dall'Adventure relativamente in alto sullo scafo, dovuto ai carichi di mine, impediva il trasporto dell'armamento tradizionale degli incrociatori. La nave fu quindi armata con quattro cannoni a fuoco rapido da 120 mm, montati su affusti per alti angoli di tiro, posizionati con lo schema 'A', 'Q', 'X' e 'Y', in retrospettiva un armamento molto efficace. L'armamento antiaereo era completato da un singolo cannone a otto canne in posizione 'B' (non montato fino alla fine degli anni trenta) e da un paio di mitragliatrici Vickers quadruple da 13 mm.
Nel 1941 ricevette il radar Type 291 antiaereo, montato in testa d'albero, il radar Type 285, sulla coffa d'avvistamento e la direzione di tiro, e il radar Type 272 per l'identificazione di bersagli, montato sull'albero di prua, sotto alla coffa d'avvistamento. Per il 1944 l'unità aveva visto l'aggiunta di  nove mitragliere Oerlikon da 20 mm, due delle quali avevano sostituito le inutili mitragliatrici Vickers. L'Adventure fu convertita a nave di supporto ai mezzi da sbarco durante lo sbarco in Normandia.

## Servizio
Alle 5:25 del 13 novembre 1939, l'Adventure fu danneggiata, nell'estuario del Tamigi, da un'esplosione subacquea. 23 uomini dell'equipaggio furono uccisi sul colpo o morirono per le gravi ferite. La plancia fu distrutta e uomini e oggetti furono lanciati contro le paratie e dentro ai portelli, con effetti fatali. La nave fu presa al traino con successo da rimorchiatori provenienti da Ramsgate e in seguito fu riparata all'arsenale di Chatham. Al momento dell'incidente era in navigazione tra Grimsby e Portsmouth ed era scortata dai cacciatorpediniere Blanche e Basilisk, con base ad Harwich. Anche il Blanche colpì una mina, alle 8:10, e affondò, con la perdita di un uomo. In origine la colpa fu data a mine gallegginati alla deriva, ma in seguito venne fuori che le responsabili dell'accaduto furono le mine magnetiche piazzate da cacciatorpediniere tedeschi poche ore prima.

### Sbarco in Normandia
Durante lo sbarco in Normandia, nel 1944, l'Adventure fu posizionata davanti al Mulberry B come unità per la riparazione e il supporto dei mezzi da sbarco. Il 19 giugno fece sbarcare squadre di riparazione per lavori significativi su mezzi da sbarco danneggiati rimasti a riva.